# Países de orientación socialista
Los Países de Orientación Socialista (en ruso: Страны социалистической ориентации, romanizado: Strañy sotsialisticheskoy oriyentatsii) fueron los países poscoloniales del tercer mundo que la Unión Soviética reconoció como adherentes a las ideas del socialismo en la comprensión marxista-leninista. Como resultado, estos países recibieron un importante apoyo económico y militar. En la prensa soviética, estos estados también fueron llamados Países en el camino de la construcción del socialismo. (en ruso: страны, идущие по пути строительства социализма, romanizado: strany, idushchiye po puti stroitel'stva sotsializma) y países en vía del desarrollo socialista (en ruso: страны, стоящие на пути социалиcтического развития, romanizado: strany, stoyashchiye na puti sotsialicticheskogo razvitiya). Todos estos términos pretendían establecer una distinción de los verdaderos estados socialistas (en la comprensión marxista-leninista).
El término apareció como una revaluación de los movimientos de liberación nacional en el Tercer Mundo, la descolonización, la aparición del Movimiento de Países No Alineados, el Discurso Secreto de Nikita Jrushchov y la desestalinización. La discusión sobre la lucha anticolonial en el II Congreso Mundial de la Comintern en 1920 había sido formulada en términos de un debate entre quienes estaban a favor de una alianza con la burguesía nacional antiimperialista (inicialmente defendida por Vladimir Lenin) y quienes estaban a favor de una línea pura de lucha socialista, antifeudal y antiimperialista (como M. N. Roy). Las revoluciones de la era de la descolonización de la posguerra (exceptuando aquellas dirigidas por fuerzas explícitamente comunistas como la revolución vietnamita), por ejemplo, el surgimiento del nasserismo, fueron vistas inicialmente por muchos comunistas como una nueva forma de nacionalismo burgués y hubo a menudo agudos conflictos entre comunistas y nacionalistas. Sin embargo, la adopción de programas económicos de izquierda (como la nacionalización y/o la reforma agraria) por parte de muchos de estos movimientos y gobiernos, así como las alianzas internacionales entre los nacionalistas revolucionarios y la Unión Soviética obligaron a los comunistas a revaluar su naturaleza. Estos movimientos ahora no se consideraban ni nacionalistas burgueses clásicos ni socialistas per se, sino que ofrecían la posibilidad de un "desarrollo no capitalista" como un camino de "transición al socialismo". En varios momentos, como parte de estos estados fueron incluidos Argelia, Angola, República Centroafricana, Egipto, Etiopía, India, Libia, Mozambique, Yemen del Sur y muchos otros.
En la ciencia política soviética, la "orientación socialista" se definió como un período inicial de desarrollo en países que rechazaron el capitalismo, pero que aún no tenían los requisitos previos para la revolución o el desarrollo socialista. En este sentido, se utilizó un sinónimo más cauteloso, a saber, "países en la vía del desarrollo no capitalista". Un libro de referencia soviético de 1986 sobre África afirmó que alrededor de un tercio de los estados africanos siguieron este camino.
En algunos países designados como de tendencia socialista por la Unión Soviética como India, esta formulación fue duramente criticada por grupos maoístas emergentes o de tendencia china como el Partido Comunista de la India (Marxista), quienes consideraban la doctrina colaboracionista de clases como parte de la escisión chino-soviética más grande y la lucha maoísta contra el llamado revisionismo soviético

## Lista de estados de tendencia socialista

Los estados que tenían gobiernos ideológicamente comunistas en rojo, los estados que la Unión Soviética creyó en un momento que se estaban moviendo hacia el socialismo en naranja y otros estados socialistas en amarillo (tenga en cuenta que no todos los estados de color rojo brillante siguieron siendo aliados soviéticos)

Algunos de estos países tenían gobiernos comunistas, mientras que otros (en cursiva) no:
- Egipto (1952-1973)
- Siria (1955–1961, 1963–2024)
- Irak (1958-1963, 1968-2003)
- Guinea (1958-1978)
- Malí (1960-1991)
- República Democrática de Somalia (1969-1977)
- Argelia (1962-1991)
- Birmania (1962-1988)
- Guinea Ecuatorial (1968-1979)
- Tanzania (1964-1985)
- Zambia (1964-1991)
- Ghana (1960-1966)
- Perú (1968-1975)
- Sudán (1969-1972)
- Libia (1969-2011)
- República Popular del Congo (1969-1991)
- Chile (1970-1973)
- Jamaica (1972-1980)
- Cabo Verde (1975-1991)
- Santo Tomé y Príncipe (1975-1991)
- Yemen del Sur (1967-1990)
- Uganda (1969-1971)
- Indonesia (1959–1966)
- India (1947-1991)
- República Popular de Bangladés (1971–1975)
- República Democrática de Madagascar (1972–1991)
- Guinea-Bisáu (1973–1991)
- Derg (1974–1987)
- República Democrática Popular de Etiopía (1987–1991)

- República Democrática Popular Lao (1975–1991)
- República Popular de Benín (1975–1990)
- República Popular de Mozambique (1975–1990)
- República Popular de Angola (1975–1990)
- República Árabe Saharaui Democrática (1976-1991)
- Seychelles (1977–1991)
- República Democrática de Afganistán (1978–1991)
- Gobierno Popular Revolucionario de Granada (1979–1983)
- Nicaragua (1979–1990)
- República Popular de Kampuchea (1979–1989)
- Zimbabue (1980–1991)
- Burkina Faso (1983–1987)
- Israel (1948–1953, 1991)
- Segunda República del Turquestán Oriental (1944–1949)